# 八雲神社 (鎌倉市大町)

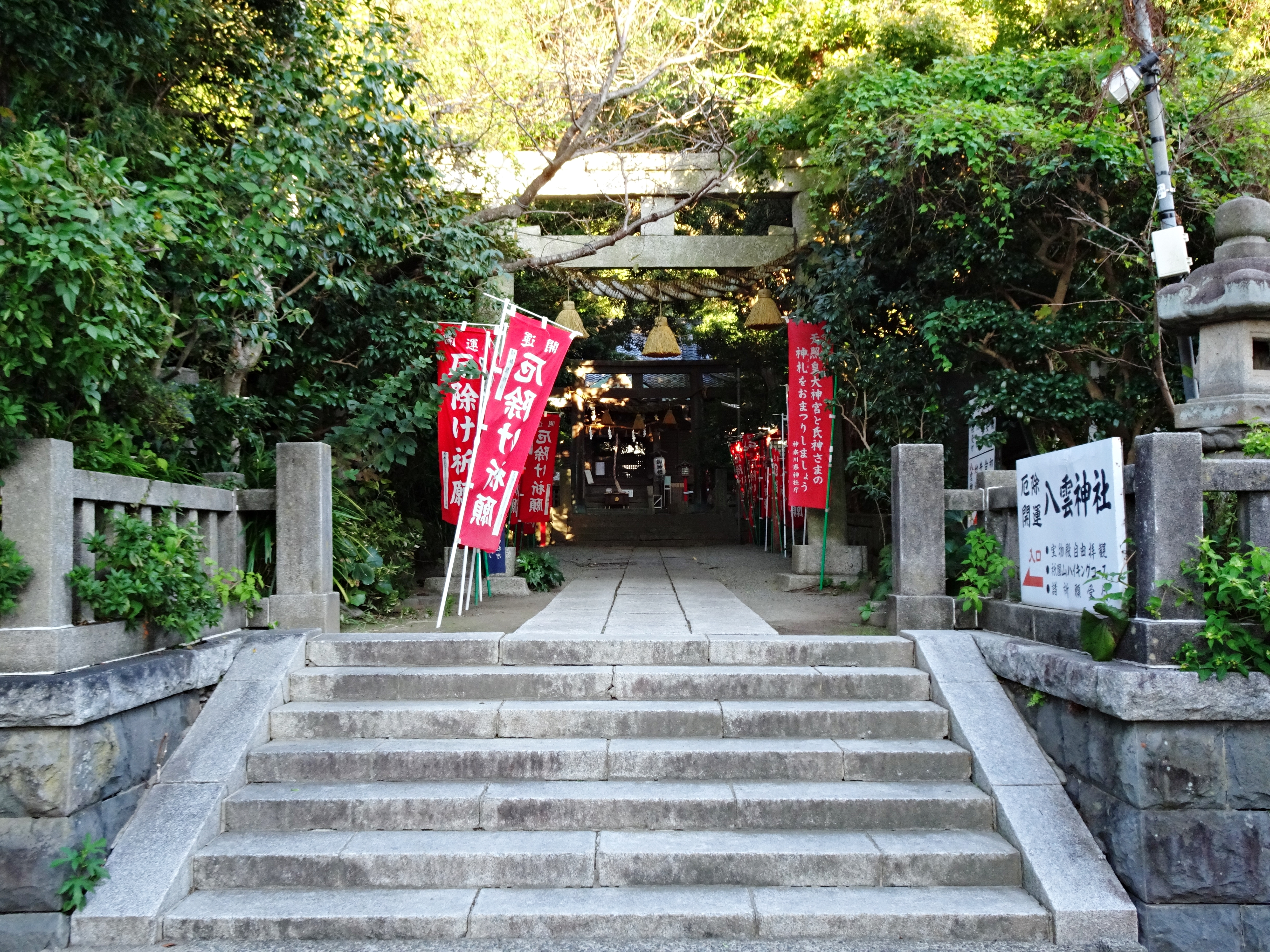
八雲神社の鳥居

八雲神社（やくもじんじゃ）は、神奈川県鎌倉市大町に所在する神社。旧社格は村社。もと鎌倉祇園社や祇園天王社などと称したが、明治維新に際して現社名に改称した。厄除け開運の神社としても知られており、地元では「八雲さん」や「お天王さん」などと呼ばれ親しまれている。裏山は衹園山ハイキングコースの起点となっており、神社脇にハイキングコースの入口がある。

## 歴史
社伝によれば、永保年間、源義光が奥州へ向かうのに際し、鎌倉に疫病が流行しているのをみて、京都祇園社の祭神を勧請し、祭ったのが始まりと伝えられる。
応永年間には、義光の子孫である佐竹氏の屋敷に祀られていた祠が合祀され、佐竹天王と称した。
また、1923年（大正12年）関東大震災の際には社殿が倒壊しており、1930年（昭和5年）に再建された。

## 祭事
- 正月6日 新年初神楽
- 7月、例祭期間中 神幸祭 – 大町まつりとも呼ばれ、大規模な神興渡御で知られる。また、神幸祭の間に繰り出される神輿の下を幼児を抱いてくぐり、無事な成長を祈願する「神輿くぐり」も行われる[3]。

## アクセス
- 鎌倉駅東口より徒歩8分